# Gorodisxe (Sverdlovsk)
|  | Per a altres significats, vegeu «Gorodisxe». |

Gorodisxe (en rus: Городище) és un poble de l'óblast de Sverdlovsk, a Rússia, segons el cens del 2010 tenia 28 habitants.